# 정나이신
폰나반 펀펜피팟(태국어: พรนับพัน พรเพ็ญพิพัฒน์ (Pornnappan Pornpenpipat), 1997년 6월 25일 ~ )은 태국의 가수이자 무용가, 배우로, 중국의 걸 그룹 경당소녀 303의 일원이다. 소속사는 화잉이씽이다. 팬덤명은 「네네 원자」 (氖原子)이며, 상징색은 「스트로베리 핑크」 (草莓蓝莓粉色)이다.  

## 내력
2015년 11월 8일, 태국의 걸 그룹 MilkShake의 일원으로 데뷔했으며, 싱글 1집 《SHARE》의 디지털 싱글 발매에 참여하였다. 같은 해, 93채널의 《Talk Tal}》 라디오 DJ를 맡았다.
2016년 4월 7일, 걸 그룹 MilkShake의 싱글 2집 《JOH》의 디지털 싱글 발매에 참여하였다.
2017년 8월 18일, 유튜브 활동을 시작하였다. 8월 19일, 태국의 텔레비전 채널 GMM25의 드라마 《Teenage Mom: The Series》 (คุณแม่วัยใส)에 출연하였다. 10월 3일, 동영상 플랫폼 사이트 아이치이에서 주최한 서바이벌 경연 프로그램 《창향중화》 (唱响中华)에 참가하였다. 프로그램 내에서 《말하고 싶지 않아》 (我不想说)를 공연하였다.
2018년 4월 20일, 베트남 영화 《속여라 3 - 삼총사의 결점》 (Lật mặt 3 - Ba chàng khuyết)에 출연하였다. 8월 16일, 중국／태국 합작 영화 《댁남장성기지인우얼초련》 (宅男长成记之人偶初恋)에 출연하였다.
2019년 6월 28일, 중국의 동영상 사이트 플랫폼 아이치이의 드라마 《초급영후지초차주인》 (超级影后之初次做人)에 출연하였다.
2020년 2월 21일, 태국 드라마 《2gether: The Series》 (เพราะเราคู่กัน)에 출연하였다. 5월 2일, 동영상 사이트 플랫폼 텐센트 비디오에서 주최한 걸 그룹 결성 프로젝트 서바이벌 프로그램 《창조영 2020》에 참가하였다. 7월 4일, 최종 순위 발표식에서 '제5위'를 차지하여, 프로젝트 그룹 경당소녀 303의 일원이 되었다.

## 음악 작품

### 《창조영 2020》 공연 리스트
| 발매일          | 자료 | 각주       |
| 2020년 5월 2일  | 《네가 제일 제일 제일 중요해》 (你最最最重要) - 곡 설명: 프로그램 공식 주제가 - 원곡자: 《창조영 2020》 참가자                                                                            |            |
| 2020년 5월 2일  | 《Best Part》 - 곡 설명: 첫 평가 무대 - 원곡자: 대니얼 시저／H.E.R | 제1화 (上) |
| 2020년 5월 3일  | 《Someone You Loved》 - 곡 설명: 첫 평가 무대 - 원곡자: 루이스 카팔디 | 제2화 (下) |
| 2020년 5월 3일  | 《예뻐질 거야》 (我要变好看) - 곡 설명: 첫 평가 무대 - 원곡자: 죠우스한(周思涵) - 그룹 구성원: 셰안란, 우야루, 장신원                                                                     | 제2화 (下) |
| 2020년 5월 16일 | 《Honey》 - 곡 설명: 팀 경연 곡, 센터, 팀 승리 - 원곡자: 왕신링(王心凌) - 그룹 구성원: 장이판, 우야루, 황언루, 비엔카. 쟈오티엔아이. 완팡죠우                                             | 제3화 (上) |
| 2020년 5월 30일 | 《한 걸음 시 지으며》 (一步成诗) - 곡 설명: 포지션 평가 곡, 리더, 1위, 현장 120표 획득 - 원곡자: 왕스안(王诗安) - 그룹 구성원: 먀오징오우, 펑완허, 우야루, 쫑페이페이 - 결과: 응원왕 획득 | 제5화 (下) |
| 2020년 6월 20일 | 《빠져들어 Lost in ME》 (着迷 Lost in ME) - 곡 설명: 콘셉트 평가 곡, 센터, 현장 157표 획득 - 원곡자: 오리지널 곡 - 그룹 구성원: 후마얼, 후지아신, 캉시, 리쟈언, 우야루 - 게스트: 딩위시   | 제8화 (下) |
| 2020년 6월 20일 | 《이건 내가 너에게 하고 싶었던 말이야》 (这是我一直想对你说的话) - 곡 설명: 34명의 연습생 - 원곡자: 《창조영 2020》 참가자                                                                | 제8화 (下) |
| 2020년 7월 4일  | 《모던 여왕 It's A Bomb》 (摩登天后 It's A Bomb) - 곡 설명: 최종 무대 곡, 센터 - 원곡자: 오리지널 곡 - 그룹 구성원: 류셰닝, 류멍, 류녠, 수루이치, 왕커, 우야루                            | 제10화     |
| 2020년 7월 4일  | 《사랑에 시간을 증명할 필요는 없어》 (爱情不需要时间证明) - 곡 설명: 솔로 공연 무대 - 원곡자: 클러(Klear)                                                                                 | 제10화     |
| 2020년 7월 4일  | 《Daisies》 - 원곡자: 케이티 페리 - 그룹 구성원: 시린나이까오, 천쥬오쉬엔, 수루이치, 왕이진, 우야루, 쉬이양, 쥬쥬아이                                                                     | 제10화     |

## 영상 작품

### 드라마
| 방영일          | 방송사   | 제목                                                           | 배역                                           | 각주      |
| 2017년 8월 19일 | 라인 TV  | 《젊은 엄마: The Series》 (คุณแม่วัยใส) (Teenage Mom: The Series) | 폰 (Fon)                                       | 특별 출연 |
| 2019년 6월 28일 | 아이치이 | 《초급영후지초차주인》 (超级影后之初次做人) (Nice to Meet UFO) | 여사선／진선 (여쓰쉬엔／친쉬엔) (女司璇／秦璇) | 메인 주연 |
| 2020년 2월 21일 | GMMTV    | 《2gether: The Series》 (เพราะเราคู่กัน)                          | 에어 (Air)                                     | 조연      |
| 2020년 7월 12일 | 채널 3   | 《Art of Devil: The Series》 (ลองของ ซีรีส์)                      | 아야 (Aya)                                     | 조연      |
| 미정            | 채널 3   | 《War of High School 2: Reborn》 (สงครามไฮสคูล 2 รีบอร์น)         |                                                | 메인 주연 |

### 영화
| 개봉일          | 제목                                                                   | 배역                     | 각주      |
| 2016년 5월 11일 | 《속여라 3 - 삼총사의 결점》 (Lật mặt 3 - Ba chàng khuyết) (Lat mat 3) | 크리스틴 (Christine)     | 메인 주연 |
| 2016년 5월 11일 | 《댁남장성기지인우얼초련》 (宅男长成记之人偶初恋) (The Doll)           | 진중지 (천쫑즈) (陈中智) | 메인 주연 |

### 프로그램
| 일시                      | 방송사        | 제목                                         | 각주                                 |
| 2017년 10월 3일           | 아이치이      | 《창향중화》 (唱响中华)                      | 참가자                               |
| 2020년 5월 2일－7월 4일   | 텐센트 비디오 | 《창조영 2020》 (创造营2020)                 | 참가자                               |
| 2020년 7월 16일－8월 16일 | 텐센트 비디오 | 《초신성운동회 시즌 3》 (超新星运动会 第3季) | 참가자                               |
| 2020년 8월 8일            | 저장위성TV    | 《청춘환유기》 (青春环游记2)                 | 게스트                               |
| 2020년 8월 30일           | 텐센트 비디오 | 《명일지자SUPER BAND》 (明日之子SUPER BAND)  | 게스트                               |
| 2020년 10월 25일－        | 텐센트 비디오 | 《BON-US》                                   | 걸 그룹 경당소녀 303의 그룹 리얼리티 |